# Епархия Брежу
Епархия Брежу (лат. Dioecesis Breiensis) — епархия Римско-Католической церкви с центром в городе Брежу, Бразилия. Епархия Брежу входит в митрополию Сан-Луиш-до-Мараньяна. Кафедральным собором епархии Брежу является церковь Пресвятой Девы Марии.  

## История
14 сентября 1971 года Римский папа Павел VI издал буллу «Pro apostolico», которой учредил епархию Брежу, выделив её из apxиепархии Сан-Луиш-до-Мараньяна.

## Ординарии епархии
- епископ Afonso de Oliveira Lima (1971—1991)
- епископ Valter Carrijo (1991—2010)
- епископ José Valdeci Santos Mendes (2010 — по настоящее время)

## Источник
- Annuario Pontificio, Ватикан, 2007